# Алёхин, Тихон Егорович
Тихон Егорович Алёхин (1913 — 1970) — бригадир тракторной бригады, Герой Социалистического Труда.

## Биография
Родился 21 мая 1913 года в Давлекановском районе Республики Башкортостан. По другим данным — родился в 1909 году.
Депутат Верховного Совета СССР III-го созыва (1950—1954).
Умер в 1970 году.

## Награды
- Герой Социалистического Труда (1948).